# كين هوب فيلدر
كين هوب فيلدر (بالإنجليزية: Cain Hope Felder)‏ هو عالم عقيدة أمريكي، ولد في 9 يونيو 1943 في أيكن في الولايات المتحدة.